# Валґ'ярве (волость)
Валґ'ярве (ест. Valgjärve vald) — волость в Естонії, у складі повіту Пилвамаа.

## Положення
Площа волості — 143,1 км², чисельність населення на 1 січня 2015 року становила 1 372 особи.
До складу волості входять 16 сіл:  Абіссааре (Abissaare), Аіасте (Aiaste), Наука (Hauka), Коолі (Kooli), Крююднері (Krüüdneri), Маарітса (Maaritsa), Мюгра (Mügra), Пікайярве (Pikajärve), Пікареіну (Pikareinu), Пуугі (Puugi), Саверна (Saverna), Сірвасте (Sirvaste), Сулаойа (Sulaoja), Тіідо (Tiido), Валгйярве (Valgjärve), Віссі (Vissi). Адміністративний центр волості — село Саверна.